# Zonocryptus areolatus
Zonocryptus areolatus là một loài tò vò trong họ Ichneumonidae.